# Осада Шенкеншанса
Осада Шенкеншанса — осада голландскими войсками занятой испанцами крепости Шенкеншанс в 1635—1636 годах один из важных эпизодов Восьмидесятилетней войны. Взятие крепости позволило голландскому штатгальтеру Фредрику-Генриху не допустить испанского вторжения в Соединенные провинции.

## Предыстория

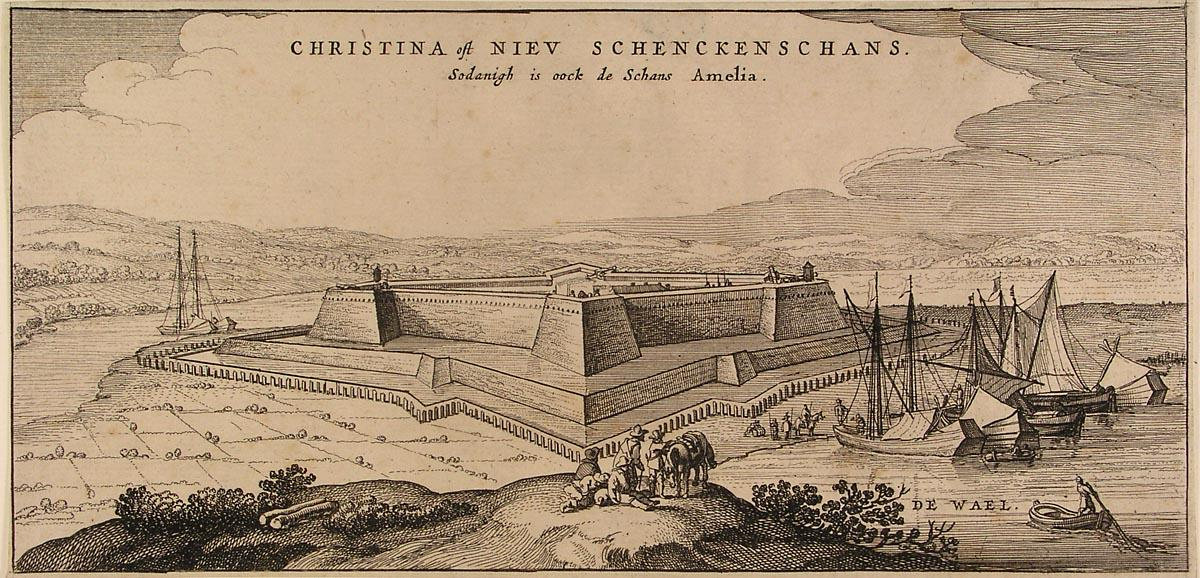
Крепость Шенкеншанс, худ. К. Я. Висхер.

Крепость с названием Шенкеншанс (англ.: Schenk’s Sconce, исп.: Esquenque) была заложена командиром немецких наемников Мартеном Шенком ван Нидеггеном по приказу штатгальтера Адольфа ван Нювенара в 1586 году. Расположение крепости было стратегически важным — она господствовала над местом, где в 1586 году сходились реки Рейн и Вааль (в настоящее время эта «вилка» перенесена, чтобы улучшить речное судоходство и предотвратить затопление территории). Крепость закрывала наиболее выгодный путь вглубь Голландской республики с юга.
В 1635 году Голландская республика заключила союз с Францией с целью вторжения на территорию испанской Фландрии с двух сторон с последующим разделением захваченных территорий между союзниками. Голландцы и французы вторглись во Фландрию в июне 1635 года, однако потерпели фиаско при осаде Лёвена. Эта неудача позволила испанским войскам взять инициативу на себя и вытеснить армию вторжения за пределы Фландрии.
После этого кардинал-инфант Фердинанд Австрийский повёл испанские войска на северо-восток от Рейна в направлении Клеве. Отряду из 500 немецких наёмников под командованием подполковника Эйндхутса в результате дерзкого манёвра удалось застать гарнизон Шенкеншанса врасплох и захватить крепость в ночь с 27 на 28 июля. Гарнизон из 120 солдат был уничтожен. После этого испанцы расположили в крепости большой гарнизон, первоначально под командованием самого Эйндхутса (он погиб в бою 30 ноября).

## Осада
Голландцы сразу же подвели подкрепления, но не смогли предотвратить оккупацию в августе и сентябре испанскими войсками герцогства Клеве. Тогда Фредерик-Генрих Оранский лично начал осаду Шенкеншанса, но вскоре передал командование своему двоюродному брату Иоганну Морицу. Голландская армия насчитывала порядка 30 000 человек, в то время как численность гарнизона крепости не превышала 1500 солдат.
Местность делала осаду крайне неблагоприятной. Крепость была построена на острове между двух рек, которые были соединены рвом. Подход к стенам и рытьё траншей были затруднены болотистой местностью. С другой стороны, голландцы имели возможность затопить прилегающие территории и вызвать голод в крепости. Это и было сделано, в совокупности с массированной бомбардировкой крепостных укреплений со всех сторон.
Последствия бомбардировки были ужасны. Тем не менее гарнизон продержался девять месяцев, несмотря на разрушения и серьёзные потери. 30 апреля 1636 года новый губернатор крепости Хомар де Фурдин начал переговоры о сдаче крепости.

## Последствия
Население Голландской республики пришло в восторг от капитуляции Шенкеншанса, в то время как испанский главный министр Оливарес впал в уныние. Не факт, что это связано с падением Шенкеншанса, но Фердинанд Австрийский решил изменить направление атаки и вторгся во Францию летом 1636 года. Неожиданно для всех это привело к прорыву французской защиты и началу массированного вторжения испанцев во Францию.
Крепость Шенкеншанс ещё раз сыграла важную роль в голландской истории, когда пала без единого выстрела во время французского вторжения в 1672 году. Губернатором крепости в то время был 22-летний сын регента Неймегена по имени Тен-Ховен. К этому времени реки вблизи крепости стали столь мелкими, что французская армия легко перешла их вброд. Падение крепости облегчило последующее французское вторжение в Соединенные провинции.